# Jakob Neua Nørgaard
Jakob Neua Nørgaard er en dansk iværksætter, der var medstifter af firmaet Penneo i 2014. Efterfølgende var han med til at stifte den digitale ejendomsmæglerplatform Estaldo som i 2022 hentede 2,7 millioner i investering fra erhvervsmanden Jan Lehrmann i DR's tv-program Løvens Hule.
I sin tidligere karriere stod han bag opbygningen af Connery.dk, som var den første danske ‘internet-mandeportal’ i Danmark, som senere opkøbte rettighederne til konkurrenten mandemagasinet M!
Nørgaard tjente et større millionbeløb på sin børsnotering af selskabet Penneo, som dog efterfølgende faldt i værdi. Han måtte efterfølgende sælge nogle af aktierne for at betale lagerskat af kursgevinsten.